# Alecsandro
Alecsandro Barbosa Felisbino (Bauru, São Paulo, Brasil, 4 de febrero de 1981) es un exfutbolista brasileño.

## Trayectoria

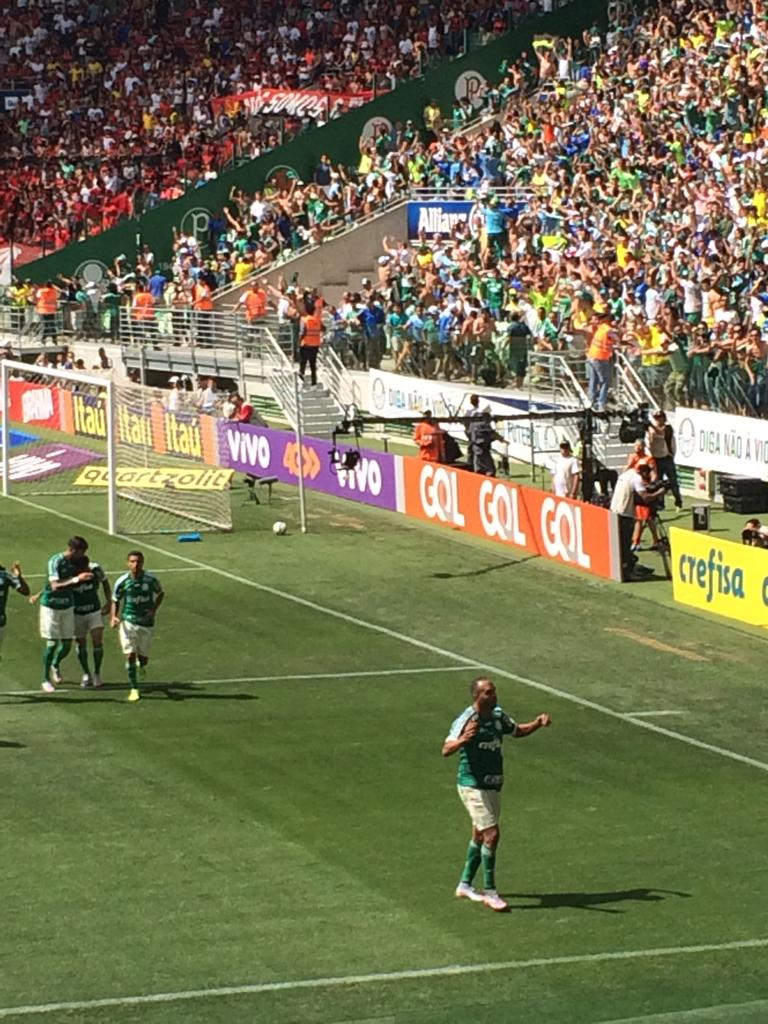
Alessandro jugando para Palmeiras.

Inició su carrera futbolística en Vitória, club donde ganó el Campeonato Baiano en 2002, 2003 y 2005. En los años en que permaneció en Vitória, anotó 26 goles en 70 partidos, convirtiéndose en uno de los referentes del club. Cabe destacar que tuvo pasos breves en 2003 y 2004 en Sport Club do Recife y Ponte Preta.
En el año 2005 llegó a Cruzeiro, equipo donde en poco menos de tres años jugó 46 partidos, anotó 26 goles, y en que ganó el Campeonato Mineiro de 2006. Además de ello se sumó un préstamo en el 2006 al Sporting de Lisboa, donde ganó la Copa de Portugal 2006-2007, y en 2008 al Al-Wahda FC de Emiratos Árabes. 
En el 2009 fue fichado por Internacional de Porto Alegre, club con el que ganó el Campeonato Gaúcho, la Copa Suruga Bank, y la Copa Libertadores 2010 (en esta última anotando cuatro goles). En total en Internacional, Alecsandro anotó 54 goles en 116 partidos.
En el 2011 pasó a integrar las filas de Vasco da Gama, equipo en que fue uno de sus referentes y donde ganó la Copa de Brasil 2011 (siendo el máximo goleador con cinco goles), subcampeón del Campeonato Brasileño, y semifinalista de la Copa Sudamericana 2011 cayendo ante Universidad de Chile (en este certamen, Alecsandro anotó tres goles). Al año siguiente, fue el máximo goleador del Campeonato Carioca con 12 goles. En total, en Vasco da Gama anotó 40 goles en 96 partidos.
En el año 2013, llegó a Atlético Mineiro donde en el primer semestre ganó la Copa Libertadores 2013, venciendo a Olimpia de Paraguay en la final.
En 2014 pasó al Flamengo, con el cual se coronó campeón en el Campeonato Carioca y se destaca como artillero en el Campeonato Brasileño de Fútbol 2014. En 11 de junio de 2015 fichó con Palmeiras.

## Clubes
| Club                        | País     | Año       |
| --------------------------- | -------- | --------- |
| Vitória                     | Brasil   | 2000-2005 |
| Sport Recife (cedido)       | Brasil   | 2004      |
| Ponte Preta (cedido)        | Brasil   | 2004      |
| Cruzeiro (cedido)           | Brasil   | 2004      |
| Cruzeiro                    | Brasil   | 2005-2006 |
| Sporting de Lisboa (cedido) | Portugal | 2006-2007 |
| Cruzeiro                    | Brasil   | 2007      |
| Al-Wahda                    | EAU      | 2008      |
| Internacional               | Brasil   | 2009-2011 |
| Vasco da Gama               | Brasil   | 2011-2012 |
| Atlético Mineiro            | Brasil   | 2013      |
| Flamengo                    | Brasil   | 2014-2015 |
| Palmeiras                   | Brasil   | 2015-2017 |
| Coritiba (cedido)           | Brasil   | 2017      |
| EC São Bento                | Brasil   | 2019      |
| CSA                         | Brasil   | 2019-2020 |
| Figueirense                 | Brasil   | 2020      |
| Noroeste                    | Brasil   | 2021-2022 |
| Primavera                   | Brasil   | 2022      |

### Estadísticas
| Club                      | Temporada     | Liga  | Liga  | Estatal | Estatal | Copa Nacional | Copa Nacional | Torneo Internacional | Torneo Internacional | Total | Total |
| Club                      | Temporada     | Part. | Goles | Part.   | Goles   | Part.         | Goles         | Part.                | Goles                | Part. | Goles |
| ------------------------- | ------------- | ----- | ----- | ------- | ------- | ------------- | ------------- | -------------------- | -------------------- | ----- | ----- |
| Cruzeiro · Brasil         |               |       |       |         |         |               |               |                      |                      |       |       |
| 2007                      | 13            | 10    | -     | -       | -       | -             | 2             | 0                    | 15                   | 10    |       |
| Total club                | 13            | 10    | -     | -       | -       | -             | 2             | 0                    | 15                   | 10    |       |
| Sporting Portugal         |               |       |       |         |         |               |               |                      |                      |       |       |
| 2006-07                   | 25            | 8     | -     | -       | -       | -             | -             | -                    | 25                   | 8     |       |
| Total club                | 25            | 8     | -     | -       | -       | -             | -             | -                    | 25                   | 8     |       |
| Al-Wahda · EAU            |               |       |       |         |         |               |               |                      |                      |       |       |
| 2008                      | 2             | 4     | -     | -       | -       | -             | -             | -                    | 2                    | 4     |       |
| Total club                | 2             | 4     | -     | -       | -       | -             | -             | -                    | 2                    | 4     |       |
| Internacional · Brasil    |               |       |       |         |         |               |               |                      |                      |       |       |
| 2009                      | 35            | 16    | 12    | 5       | 8       | 3             | 2             | 0                    | 57                   | 24    |       |
| 2010                      | 20            | 10    | 14    | 10      | -       | -             | 17            | 6                    | 51                   | 26    |       |
| 2011                      | 0             | 0     | 1     | 0       | -       | -             | 1             | 0                    | 2                    | 0     |       |
| Total club                | 55            | 26    | 27    | 15      | 8       | 3             | 20            | 6                    | 110                  | 50    |       |
| Vasco da Gama · Brasil    |               |       |       |         |         |               |               |                      |                      |       |       |
| 2011                      | 21            | 3     | 5     | 2       | 8       | 5             | 5             | 3                    | 39                   | 13    |       |
| 2012                      | 31            | 10    | 16    | 12      | -       | -             | 10            | 3                    | 57                   | 25    |       |
| Total club                | 52            | 13    | 21    | 14      | 8       | 5             | 15            | 6                    | 96                   | 38    |       |
| Atlético Mineiro · Brasil |               |       |       |         |         |               |               |                      |                      |       |       |
| 2013                      | 26            | 8     | 13    | 2       | 1       | 0             | 10            | 1                    | 50                   | 11    |       |
| Total club                | 26            | 8     | 13    | 2       | 1       | 0             | 10            | 1                    | 50                   | 11    |       |
| Flamengo · Brasil         |               |       |       |         |         |               |               |                      |                      |       |       |
| 2014                      | 24            | 7     | 13    | 10      | 3       | 2             | 6             | 2                    | 46                   | 21    |       |
| 2015                      | 4             | 1     | 15    | 9       | 4       | 1             | -             | -                    | 23                   | 11    |       |
| Total club                | 28            | 8     | 28    | 19      | 7       | 3             | 6             | 2                    | 69                   | 32    |       |
| Palmeiras · Brasil        |               |       |       |         |         |               |               |                      |                      |       |       |
| 2015                      | 18            | 2     | -     | -       | -       | -             | -             | -                    | 18                   | 2     |       |
| 2016                      | 1             | 0     | 15    | 8       | -       | -             | 5             | 1                    | 21                   | 9     |       |
| Total club                | 19            | 2     | 15    | 8       | 0       | 0             | 5             | 1                    | 39                   | 11    |       |
| Total carrera             | Total carrera | 220   | 79    | 104     | 58      | 24            | 11            | 58                   | 16                   | 406   | 164   |

(*) Actualizado el 18/05/16

## Palmarés

### Campeonatos regionales
| Título              | Club             | Estado              | Año  |
| ------------------- | ---------------- | ------------------- | ---- |
| Copa do Nordeste    | Vitória          | Nordeste del Brasil | 1999 |
| Campeonato Baiano   | Vitória          | Bahía               | 2000 |
| Campeonato Baiano   | Vitória          | Bahía               | 2002 |
| Campeonato Baiano   | Vitória          | Bahía               | 2003 |
| Campeonato Baiano   | Vitória          | Bahía               | 2005 |
| Campeonato Mineiro  | Cruzeiro         | Minas Gerais        | 2006 |
| Campeonato Gaúcho   | Internacional    | Río Grande del Sur  | 2009 |
| Campeonato Mineiro  | Atlético Mineiro | Minas Gerais        | 2013 |
| Campeonato Carioca  | Flamengo         | Río de Janeiro      | 2014 |
| Taça Dionísio Filho | Curitiba         | Paraná              | 2018 |

### Campeonatos nacionales
| Título           | Club               | País     | Año     |
| ---------------- | ------------------ | -------- | ------- |
| Copa de Portugal | Sporting de Lisboa | Portugal | 2006/07 |
| Copa de Brasil   | Vasco da Gama      | Brasil   | 2011    |
| Copa de Brasil   | Palmeiras          | Brasil   | 2015    |
| Serie A          | Palmeiras          | Brasil   | 2016    |

### Copas internacionales
| Título            | Club             | Sede           | Año  |
| ----------------- | ---------------- | -------------- | ---- |
| Copa Suruga Bank  | Internacional    | Ōita           | 2009 |
| Copa Libertadores | Internacional    | Porto Alegre   | 2010 |
| Copa Libertadores | Atlético Mineiro | Belo Horizonte | 2013 |

### Distinciones individuales
| Distinción                  | Año  |
| --------------------------- | ---- |
| Goleador Campeonato Baiano  | 2005 |
| Goleador Campeonato Carioca | 2012 |